# The Challenger
The Challenger (nos EUA The Challenger Disaster e no Brasil Ônibus Espacial Challenger é um filme para televisão de 2013, sobre Richard Feynman quando investigou o Acidente do ônibus espacial Challenger de 1986.  É um filme produzido pela BBC/Science Channel/Open University,teve sua estreia dia 12 de maio de 2013 na BBC2, 28 de janeiro de 2014 no Brasil pelo The History Channel. 
Baseia-se em dois livros:
- Feynman, Richard; Feynman, Gweneth; Leighton, Ralph (1988). What Do You Care What Other People Think?. W. W. Norton. ISBN 0-393-02659-0.

- McDonald, Allan J; Hansen, James R. Truth, Lies and O-Rings.

O filme mostra Feynman (William Hurt), e como ele tenta expor a verdade sobre o desastre.
Nos Estados Unidos foi ao ar no Discovery Channel e Science Channel dia 16 de novembro de 2013, 9:00.No Brasil foi ao ar dia 28 de janeiro de 2014 as 22:00.

## Elenco
- William Hurt como o Dr. Richard Feynman
- Joanne Whalley como  Gweneth Feynman
- Bruce Greenwood como General Donald Kutyna
- Brian Dennehy como Chairman William Rogers
- Eve Best como a Dra. Sally Ride
- Henry Goodman como Dr. Weiss
- Kevin McNally como Lawrence Mulloy
- Sean Michael como Judson Lovingood